# Siège d'Arles (1240)
Pour les articles homonymes, voir Siège d'Arles.
Le siège d'Arles de 1240 est un fait militaire d'un conflit opposant l'empereur germanique Frédéric II au comte de Provence Raimond Bérenger IV et au pape Grégoire IX par alliés interposés ; il correspond à la tentative de la prise d'Arles par le soutien de Frédéric II, le comte de Toulouse Raymond VII.

## Contexte
Au début du XIIIe siècle, la ville d'Arles devient le théâtre d’un affrontement entre plusieurs belligérants. Après la bataille de Muret, celle de Bouvines et surtout la perte d’influence de l’archevêque en 1220 avec la création d'un podestat, les tensions se cristallisent au cours des années 1230 sous le gouvernement des podestats, en deux blocs : d’un côté, l’Église avec le comte de Provence, soutenus parfois par les classes populaires de la cité, de l’autre, l’empereur germanique, le comte de Toulouse, les Baux et les chevaliers urbains, dont les Porcelet. Le contexte des croisades contre les Albigeois renforce les rancœurs et les conflits connaissent un paroxysme entre 1235 et 1239 avec la Confrérie des bailes, époque au cours de laquelle l’archevêque Jean Baussan est chassé de la cité et des Hospitaliers tués. En 1239, toutefois, après l’excommunication de l’empereur Frédéric II et l’intervention du comte de Provence Raimond Bérenger, le parti de l’Église reprend le pouvoir dans la cité.

## Le siège de l’été 1240
Frédéric II dépité par la tournure des évènements  réagit en mettant Raymond Berenger, son vassal pour le comté de Provence, et les Arlésiens au ban de l’empire. Mais cette mesure n’émeut pas grand monde. Plus réaliste son initiative inféodant le comté de Forcalquier au comte de Toulouse incite ce dernier et la famille des Baux à reprendre les armes contre le comte de Provence.
Raymond VII franchit le Rhône à Avignon puis la Durance au sud d'Avignon au gué de Bonpas et envahit le pays de Tarascon. Les troupes du roi de France stationnées en Languedoc interviennent rapidement pour soutenir le comte de Provence, beau-frère du roi Louis IX,  mais sont rapidement défaites. La route libre, les Toulousains  pénètrent en Camargue en juillet 1240 et occupent le château de Trinquetaille livré par Barral des Baux, leur fidèle allié. 
Face à la cité, le comte de Toulouse commence alors le siège d’Arles par le Rhône. Il reçoit le soutien des Marseillais qui lui mettent à disposition des vaisseaux armés de machines de guerre pour attaquer les remparts de la ville. Barral des Baux prend la tête des contingents fournis par Beaucaire et Marseille et ses hommes retiennent les nefs en partance pour la Terre sainte. Toutefois les Arlésiens sont bien préparés et disposent à la fois de nombreux navires et des catapultes permettant de lancer des pierres « de la grosseur d’une meule de moulin ». 
En dépit de tous ses efforts le comte de Toulouse ne peut forcer la ville et le siège s’éternise. Entretemps les soutiens du comte de Provence s’organisent : ses deux gendres, le roi de France et le roi d’Angleterre menacent d’intervenir. Dépité Raymond VII doit lever le siège  en septembre et retourner chez lui après que les forces conduites par Barral ont ravagé méthodiquement toute la Camargue où se trouvent de grandes propriétés ecclésiastiques.

## Conséquences
Après ce siège, le conflit entre les protagonistes s’achève mais reprendra en 1245, à la mort du comte de Provence Raymond Berenger. Toutefois, ces évènements soulignent déjà l’attention soutenue portée par le roi de France et accessoirement par le roi d’Angleterre à la situation provençale. Sur le plan économique, la razzia des troupes toulousaines en Camargue marque un point d’arrêt de l’extension du peuplement dans ce territoire.

## Sources
- Martin Aurell – Une famille de la noblesse provençale au Moyen Âge : les Porcelet – Aubanel, Archives du sud, 1986
- Jean-Maurice Rouquette (sous la direction de) – ARLES, histoire, territoire et cultures – Éditions Imprimerie Nationale, 2008